# Peter Bühlmann

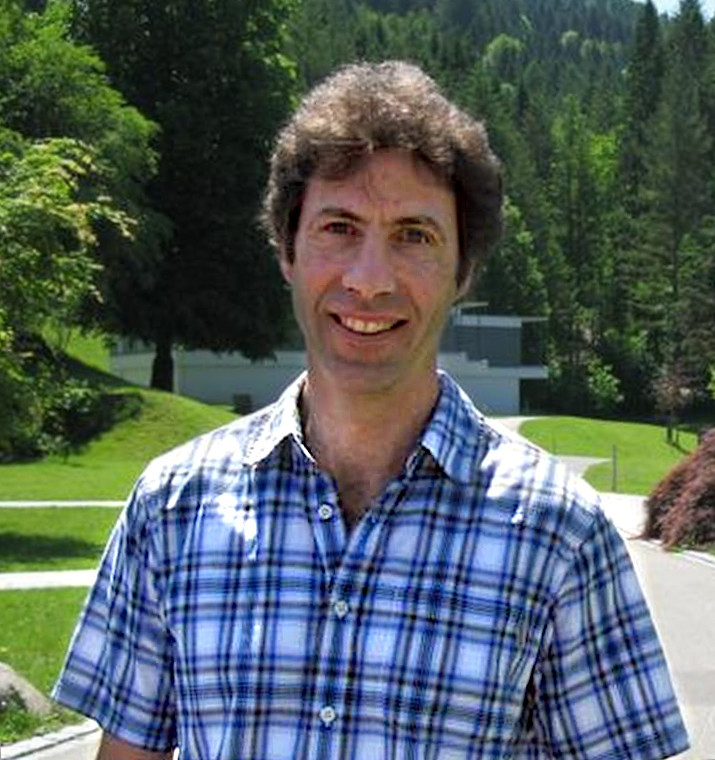
Peter Bühlmann, Oberwolfach 2012

Peter Lukas Bühlmann (* 12. April 1965 in Zürich) ist ein Schweizer Mathematiker (mathematische Statistik) und Hochschullehrer an der ETH Zürich. 

## Leben
Bühlmann studierte ab 1985 Mathematik an der ETH Zürich mit dem Diplom 1990 und der Promotion bei Hans Rudolf Künsch (und Erwin Bolthausen) 1993 (The Blockwise Bootstrap in Time Series and Empirical Processes). Als Post-Doktorand war er an der University of California, Berkeley, wo er 1995 Neyman Assistant Professor wurde. 1997 wurde er Dozent an der ETH Zürich mit einer ordentlichen Professur ab 2004. Ab 2013 stand er dem Departement Mathematik vor.
Er befasst sich mit Statistik, Maschinenlernen und Computer-Biologie (unter anderem Gen- und Proteinanalyse).
Für 2018 war er eingeladener Sprecher auf dem Internationalen Mathematikerkongress in Rio de Janeiro. 2016 wurde er Fellow der American Statistical Association und 2006 des Institute of Mathematical Statistics. Er ist Ehrendoktor der Katholischen Universität Löwen. 2014/15 war er Highly Cited Researcher bei Thomson Reuters. 2010 bis 2012 war er Mitherausgeber der Annals of Statistics. Für 2020/21 war er Plenarsprecher auf dem 8. Europäischen Mathematikerkongress.
Im Jahr 2022 wurde Peter Bühlmann als Mitglied der Sektion Mathematik in die Nationale Akademie der Wissenschaften Leopoldina aufgenommen.
Er ist verheiratet und hat vier Kinder. Bühlmann ist passionierter Bergsteiger.

## Schriften (Auswahl)

### Monographien
- mit Sara van de Geer: Statistics for high-dimensional data. Methods, Theory and Applications, Springer 2011
- Herausgeber mit P. Drineas, M. Kane, M. van der Laan: Handbook of Big Data, Chapman and Hall 2016
- Herausgeber mit anderen: Statistical Analysis for High-Dimensional Data. The Abel Symposium 2014, Springer 2016

### Aufsätze
- mit N. Meinshausen: High-dimensional graphs and variable selection with the lasso, Annals of Statistics, Band 34, 2006, S. 1436–1462, Arxiv
- mit N. Meinshausen: Stability selection, Journal of the Royal Statistical Society: Series B, Band 72, 2010, S. 417–473
- mit L. Meier, S. Van de Geer: The group lasso for logistic regression, Journal of the Royal Statistical Society: Series B, Band 70, 2008, S. 53–71
- mit A. Prelic u. a.: A systematic comparison and evaluation of biclustering methods for gene expression data, Bioinformatics, Band 22, 2006, S. 1122–1129
- mit B. Yu: Boosting with the L 2 loss: regression and classification, Journal of the American Statistical Association, Band 98, 2003, S. 324–339
- mit J. J. Goeman: Analyzing gene expression data in terms of gene sets: methodological issues, Bioinformatics, Band 23, 2007, S. 980–987
- mit B. Yu: Analyzing bagging, Annals of Statistics, Band 30, 2002, S. 927–961
- mit T. Hothorn: Boosting algorithms: Regularization, prediction and model fitting, Statistical Science, Band 22, 2007, S. 477–505
- mit S. van de Geer: On the conditions used to prove oracle results for the Lasso, Electronic Journal of Statistics, Band 3, 2009, S. 1360–1392